# Джастіс (Іллінойс)
Джастіс (англ. Justice) — селище (англ. village) в США, в окрузі Кук штату Іллінойс. Населення — 12 600 осіб (2020).

## Географія
Джастіс розташований за координатами 41°45′12″ пн. ш. 87°49′37″ зх. д. / 41.75333° пн. ш. 87.82694° зх. д. (41.753399, -87.826946).  За даними Бюро перепису населення США в 2010 році селище мало площу 7,47 км², з яких 7,35 км² — суходіл та 0,11 км² — водойми.

## Демографія
Згідно з переписом 2010 року, у селищі мешкало 12 926 осіб у 4764 домогосподарствах у складі 3328 родин. Густота населення становила 1731 особа/км².  Було 5176 помешкань (693/км²).
Расовий склад населення:
| - 69,4 % — білих - 22,6 % — чорних або афроамериканців - 1,8 % — азіатів - 0,3 % — корінних американців - 3,7 % — осіб інших рас |

До двох чи більше рас належало 2,1 %. Частка іспаномовних становила 12,3 % від усіх жителів.
За віковим діапазоном населення розподілялося таким чином: 26,3 % — особи молодші 18 років, 66,1 % — особи у віці 18—64 років, 7,6 % — особи у віці 65 років та старші. Медіана віку мешканця становила 32,5 року. На 100 осіб жіночої статі у селищі припадало 91,8 чоловіків;  на 100 жінок у віці від 18 років та старших — 89,1 чоловіків також старших 18 років.
Середній дохід на одне домашнє господарство  становив 60 932 долари США (медіана — 50 172), а середній дохід на одну сім'ю — 66 209 доларів (медіана — 56 801). Медіана доходів становила 40 940 доларів для чоловіків та 35 211 долар для жінок. За межею бідності перебувало 15,6 % осіб, у тому числі 23,8 % дітей у віці до 18 років та 11,5 % осіб у віці 65 років та старших.
Цивільне працевлаштоване населення становило 6333 особи. Основні галузі зайнятості: освіта, охорона здоров'я та соціальна допомога — 17,8 %, виробництво — 15,3 %, транспорт — 12,4 %, науковці, спеціалісти, менеджери — 11,9 %.